# Himantandraceae

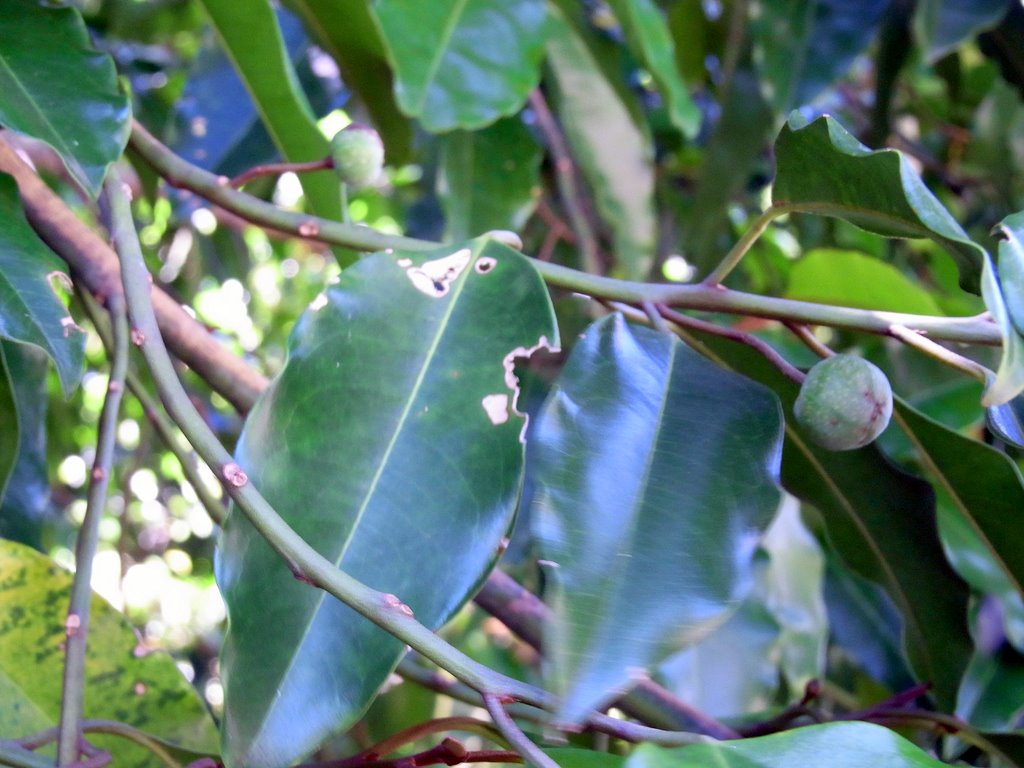
Folhas e fruto de Galbulimima baccata.

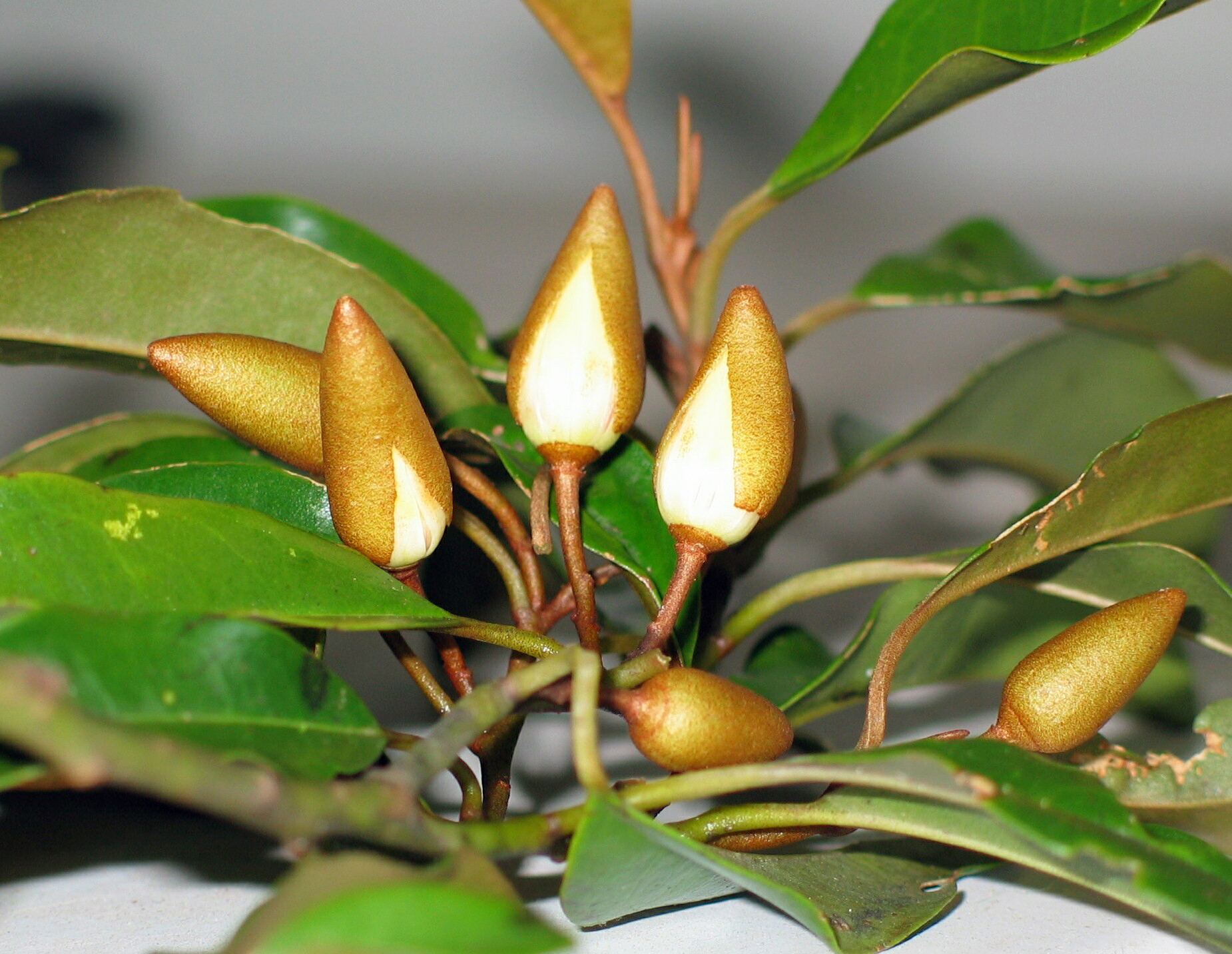
Folhas e botões florais de Galbulimima belgraveana.

Himantandraceae é uma família de plantas com flor reconhecida pelo sistema de classificação filogenético sistema APG IV de 2016, incluída na ordem Magnoliales do clade magnoliids. A família é monotípica, tendo como único género Galbulimima, com 1-2 espécies, árvores e arbustos, com distribuição natural nas regiões tropicais da Malésia e Austrália.

## Descrição

### Morfologia
As plantas da família Himantandraceae são árvores grandes, aromáticas, de até 50 m de altura, com troncos por vezes dotados de contrafortes. Os ramos juvenis recobertos por um indumento de escamas peltadas, de coloração acobreada, presente no dorso das folhas, nos renovos e nas gemas florais. Os caules com nodos 3-lacunares.
As folhas são inteiras, com filotaxia alternada, sem estípulas, dísticas, simples, inteiras, pinatinérvias, braquidódromas, pecioladas, com células secretoras esféricas abundantes, o que lhes confere uma aparência ponteada. Estomas paracíticos.
São plantas hermafroditas com flores perfeitas, grandes (20-40 mm de diâmetro) e aromáticas, actinomorfas, espiraladas e hipóginas. As flores são solitárias, raramente aos pares, sobre ramos axilares curtos. Flores com 2-6 grandes brácteas hemisféricas caducas fechadas em torno da flor. Receptáculo ligeiramente côncavo, disco hipândrico presente.
Sépalas ausentes. Cada flor contém sete pétalas e 13-30(-35) estames, embora as pétalas e os estames sejam morfologicamente similares. Alguns autores consideram as pétalas ausentes. Estaminódios extra-estaminais 3-23, intra-staminais 13-20, lineares, acintados, agudos, parte dos estames e os estaminódios intra-estaminais com glândulas no limbo e nas margens.
tecas 2, abaxiais, extrorsas, sub-basais, deiscentes por 2 valvas; carpelos (6-)7-28(-30), quase apocárpicos a semicárpicos, coalescentes durante o desenvolvimento do fruto, ápices com uma cobertura mucilaginosa durante a ântese.
Estigmas apicais; óvulos 1-2 por carpelo, pêndulos, anátropos, bitégmicos, crassinucelados; com placentação apical ou marginal. O pólen é esferoidal, anassulcado, uniaperturado, atectado e escabrado, com exina muito delgada, aparentemente descontínua, intina grossa, com estruturas tubulares.
O fruto é sincárpico, em drupa globular, avermelhado na maturação, 20-50(-80) mm de diâmetro, com vários pirenos achatados de endocarpo duro e fibroso, cada um com uma semente, formado pela soldadura post-fecundacional dos carpelos.
As sementes são achatadas, com endosperma oleoso, não ruminado, embrião recto, pequeno, com 2 cotilédones.
O número cromossómico é n = 12, 2n = 24. Cromossomas bastante grandes.

### Ecologia
A polinização é provavelmente cantaridófila, embora não exista informação segura. As flores são provavelmente protóginas (protandras segundo alguns autores). Frutos suavemente aromáticos, de sabor resinoso, amargo e aromático, zoocóricos, dispersos por pombos das frutas  do género Ptilinopus (Columbidae).
A plantas preferem os habitats das florestas quentes e pluviosas, de 0-2700 m de altitude na Nova Guiné, onde contribuem para formar o dossel superior com as suas copas.

### Fitoquímica e usos
O ritidoma das plantas desta família são ricas em sesquiterpenos (fundamentalmente elemol, hedicariol, eudesmol, espatulenol), monoterpenos (fundamentalmente α-pineno, canfeno e δ-3-careno) e neolignanos. Também estão presentes alcaloides piridínicos (policetídeos relacionados com a himbacina), alucinogénos (fundamentalmente o conhecido como GB13).
As espécies deste género são usadas como fonte de madeira e de substâncias alucinogénas nos cultos locais (adivinhação, afastamento de maus espíritos), bem como pelas propriedades analgésicas da sua casca e folhas.

## Taxonomia
As Himantandraceae foram correctamente associadas desde a sua descrição com as Magnoliaceae, Eupomatiaceae, Annonaceae e Degeneriaceae na ordem Magnoliales.
A monofilia e posição sistemática inter-familiar das Himantandraceae está bem suportada por uma combinação de evidências de natureza morfológica e molecular.  A partir do sistema APG II as Degeneriaceae foram colocadas entre as Magnoliid como parentes próximos das Himantandraceae.  No sistema de classificação APG IV, do APG (Angiosperm Phylogeny Group), o grupo é considerado um clade médio da evolução da ordem Magnoliales e grupo irmão da família Degeneriaceae. O seguinte cladograma mostra a posição da família Himantandraceae entre as Magnoliidae:
|  | Canellales |
|  |            |
|  | Piperales  |
|  |            |

|  | Degeneriaceae   |
|  |                 |
|  | Himantandraceae |
|  |                 |

|  | Eupomatiaceae |
|  |               |
|  | Annonaceae    |
|  |               |

|  | Degeneriaceae   |
|  |                 |
|  | Himantandraceae |
|  |                 |

|  | Eupomatiaceae |
|  |               |
|  | Annonaceae    |
|  |               |

|  | Degeneriaceae   |
|  |                 |
|  | Himantandraceae |
|  |                 |

|  | Eupomatiaceae |
|  |               |
|  | Annonaceae    |
|  |               |

|  | Degeneriaceae   |
|  |                 |
|  | Himantandraceae |
|  |                 |

|  | Eupomatiaceae |
|  |               |
|  | Annonaceae    |
|  |               |

|  | Degeneriaceae   |
|  |                 |
|  | Himantandraceae |
|  |                 |

|  | Eupomatiaceae |
|  |               |
|  | Annonaceae    |
|  |               |

|  | Degeneriaceae   |
|  |                 |
|  | Himantandraceae |
|  |                 |

|  | Eupomatiaceae |
|  |               |
|  | Annonaceae    |
|  |               |

|  | Degeneriaceae   |
|  |                 |
|  | Himantandraceae |
|  |                 |

|  | Eupomatiaceae |
|  |               |
|  | Annonaceae    |
|  |               |

|  | Degeneriaceae   |
|  |                 |
|  | Himantandraceae |
|  |                 |

|  | Eupomatiaceae |
|  |               |
|  | Annonaceae    |
|  |               |

|  | Degeneriaceae   |
|  |                 |
|  | Himantandraceae |
|  |                 |

|  | Eupomatiaceae |
|  |               |
|  | Annonaceae    |
|  |               |

|  | Degeneriaceae   |
|  |                 |
|  | Himantandraceae |
|  |                 |

|  | Eupomatiaceae |
|  |               |
|  | Annonaceae    |
|  |               |

|  | Degeneriaceae   |
|  |                 |
|  | Himantandraceae |
|  |                 |

|  | Eupomatiaceae |
|  |               |
|  | Annonaceae    |
|  |               |

|  | Degeneriaceae   |
|  |                 |
|  | Himantandraceae |
|  |                 |

|  | Eupomatiaceae |
|  |               |
|  | Annonaceae    |
|  |               |

|  | Degeneriaceae   |
|  |                 |
|  | Himantandraceae |
|  |                 |

|  | Eupomatiaceae |
|  |               |
|  | Annonaceae    |
|  |               |

|  | Degeneriaceae   |
|  |                 |
|  | Himantandraceae |
|  |                 |

|  | Eupomatiaceae |
|  |               |
|  | Annonaceae    |
|  |               |

|  | Degeneriaceae   |
|  |                 |
|  | Himantandraceae |
|  |                 |

|  | Eupomatiaceae |
|  |               |
|  | Annonaceae    |
|  |               |

|  | Degeneriaceae   |
|  |                 |
|  | Himantandraceae |
|  |                 |

|  | Eupomatiaceae |
|  |               |
|  | Annonaceae    |
|  |               |

|  | Canellales |
|  |            |
|  | Piperales  |
|  |            |

|  | Degeneriaceae   |
|  |                 |
|  | Himantandraceae |
|  |                 |

|  | Eupomatiaceae |
|  |               |
|  | Annonaceae    |
|  |               |

|  | Degeneriaceae   |
|  |                 |
|  | Himantandraceae |
|  |                 |

|  | Eupomatiaceae |
|  |               |
|  | Annonaceae    |
|  |               |

|  | Degeneriaceae   |
|  |                 |
|  | Himantandraceae |
|  |                 |

|  | Eupomatiaceae |
|  |               |
|  | Annonaceae    |
|  |               |

|  | Degeneriaceae   |
|  |                 |
|  | Himantandraceae |
|  |                 |

|  | Eupomatiaceae |
|  |               |
|  | Annonaceae    |
|  |               |

|  | Degeneriaceae   |
|  |                 |
|  | Himantandraceae |
|  |                 |

|  | Eupomatiaceae |
|  |               |
|  | Annonaceae    |
|  |               |

|  | Degeneriaceae   |
|  |                 |
|  | Himantandraceae |
|  |                 |

|  | Eupomatiaceae |
|  |               |
|  | Annonaceae    |
|  |               |

|  | Degeneriaceae   |
|  |                 |
|  | Himantandraceae |
|  |                 |

|  | Eupomatiaceae |
|  |               |
|  | Annonaceae    |
|  |               |

|  | Degeneriaceae   |
|  |                 |
|  | Himantandraceae |
|  |                 |

|  | Eupomatiaceae |
|  |               |
|  | Annonaceae    |
|  |               |

|  | Degeneriaceae   |
|  |                 |
|  | Himantandraceae |
|  |                 |

|  | Eupomatiaceae |
|  |               |
|  | Annonaceae    |
|  |               |

|  | Degeneriaceae   |
|  |                 |
|  | Himantandraceae |
|  |                 |

|  | Eupomatiaceae |
|  |               |
|  | Annonaceae    |
|  |               |

|  | Degeneriaceae   |
|  |                 |
|  | Himantandraceae |
|  |                 |

|  | Eupomatiaceae |
|  |               |
|  | Annonaceae    |
|  |               |

|  | Degeneriaceae   |
|  |                 |
|  | Himantandraceae |
|  |                 |

|  | Eupomatiaceae |
|  |               |
|  | Annonaceae    |
|  |               |

|  | Degeneriaceae   |
|  |                 |
|  | Himantandraceae |
|  |                 |

|  | Eupomatiaceae |
|  |               |
|  | Annonaceae    |
|  |               |

|  | Degeneriaceae   |
|  |                 |
|  | Himantandraceae |
|  |                 |

|  | Eupomatiaceae |
|  |               |
|  | Annonaceae    |
|  |               |

|  | Degeneriaceae   |
|  |                 |
|  | Himantandraceae |
|  |                 |

|  | Eupomatiaceae |
|  |               |
|  | Annonaceae    |
|  |               |

|  | Degeneriaceae   |
|  |                 |
|  | Himantandraceae |
|  |                 |

|  | Eupomatiaceae |
|  |               |
|  | Annonaceae    |
|  |               |

|  | Canellales |
|  |            |
|  | Piperales  |
|  |            |

|  | Degeneriaceae   |
|  |                 |
|  | Himantandraceae |
|  |                 |

|  | Eupomatiaceae |
|  |               |
|  | Annonaceae    |
|  |               |

|  | Degeneriaceae   |
|  |                 |
|  | Himantandraceae |
|  |                 |

|  | Eupomatiaceae |
|  |               |
|  | Annonaceae    |
|  |               |

|  | Degeneriaceae   |
|  |                 |
|  | Himantandraceae |
|  |                 |

|  | Eupomatiaceae |
|  |               |
|  | Annonaceae    |
|  |               |

|  | Degeneriaceae   |
|  |                 |
|  | Himantandraceae |
|  |                 |

|  | Eupomatiaceae |
|  |               |
|  | Annonaceae    |
|  |               |

|  | Degeneriaceae   |
|  |                 |
|  | Himantandraceae |
|  |                 |

|  | Eupomatiaceae |
|  |               |
|  | Annonaceae    |
|  |               |

|  | Degeneriaceae   |
|  |                 |
|  | Himantandraceae |
|  |                 |

|  | Eupomatiaceae |
|  |               |
|  | Annonaceae    |
|  |               |

|  | Degeneriaceae   |
|  |                 |
|  | Himantandraceae |
|  |                 |

|  | Eupomatiaceae |
|  |               |
|  | Annonaceae    |
|  |               |

|  | Degeneriaceae   |
|  |                 |
|  | Himantandraceae |
|  |                 |

|  | Eupomatiaceae |
|  |               |
|  | Annonaceae    |
|  |               |

|  | Degeneriaceae   |
|  |                 |
|  | Himantandraceae |
|  |                 |

|  | Eupomatiaceae |
|  |               |
|  | Annonaceae    |
|  |               |

|  | Degeneriaceae   |
|  |                 |
|  | Himantandraceae |
|  |                 |

|  | Eupomatiaceae |
|  |               |
|  | Annonaceae    |
|  |               |

|  | Degeneriaceae   |
|  |                 |
|  | Himantandraceae |
|  |                 |

|  | Eupomatiaceae |
|  |               |
|  | Annonaceae    |
|  |               |

|  | Degeneriaceae   |
|  |                 |
|  | Himantandraceae |
|  |                 |

|  | Eupomatiaceae |
|  |               |
|  | Annonaceae    |
|  |               |

|  | Degeneriaceae   |
|  |                 |
|  | Himantandraceae |
|  |                 |

|  | Eupomatiaceae |
|  |               |
|  | Annonaceae    |
|  |               |

|  | Degeneriaceae   |
|  |                 |
|  | Himantandraceae |
|  |                 |

|  | Eupomatiaceae |
|  |               |
|  | Annonaceae    |
|  |               |

|  | Degeneriaceae   |
|  |                 |
|  | Himantandraceae |
|  |                 |

|  | Eupomatiaceae |
|  |               |
|  | Annonaceae    |
|  |               |

|  | Degeneriaceae   |
|  |                 |
|  | Himantandraceae |
|  |                 |

|  | Eupomatiaceae |
|  |               |
|  | Annonaceae    |
|  |               |

|  | Canellales |
|  |            |
|  | Piperales  |
|  |            |

|  | Degeneriaceae   |
|  |                 |
|  | Himantandraceae |
|  |                 |

|  | Eupomatiaceae |
|  |               |
|  | Annonaceae    |
|  |               |

|  | Degeneriaceae   |
|  |                 |
|  | Himantandraceae |
|  |                 |

|  | Eupomatiaceae |
|  |               |
|  | Annonaceae    |
|  |               |

|  | Degeneriaceae   |
|  |                 |
|  | Himantandraceae |
|  |                 |

|  | Eupomatiaceae |
|  |               |
|  | Annonaceae    |
|  |               |

|  | Degeneriaceae   |
|  |                 |
|  | Himantandraceae |
|  |                 |

|  | Eupomatiaceae |
|  |               |
|  | Annonaceae    |
|  |               |

|  | Degeneriaceae   |
|  |                 |
|  | Himantandraceae |
|  |                 |

|  | Eupomatiaceae |
|  |               |
|  | Annonaceae    |
|  |               |

|  | Degeneriaceae   |
|  |                 |
|  | Himantandraceae |
|  |                 |

|  | Eupomatiaceae |
|  |               |
|  | Annonaceae    |
|  |               |

|  | Degeneriaceae   |
|  |                 |
|  | Himantandraceae |
|  |                 |

|  | Eupomatiaceae |
|  |               |
|  | Annonaceae    |
|  |               |

|  | Degeneriaceae   |
|  |                 |
|  | Himantandraceae |
|  |                 |

|  | Eupomatiaceae |
|  |               |
|  | Annonaceae    |
|  |               |

|  | Degeneriaceae   |
|  |                 |
|  | Himantandraceae |
|  |                 |

|  | Eupomatiaceae |
|  |               |
|  | Annonaceae    |
|  |               |

|  | Degeneriaceae   |
|  |                 |
|  | Himantandraceae |
|  |                 |

|  | Eupomatiaceae |
|  |               |
|  | Annonaceae    |
|  |               |

|  | Degeneriaceae   |
|  |                 |
|  | Himantandraceae |
|  |                 |

|  | Eupomatiaceae |
|  |               |
|  | Annonaceae    |
|  |               |

|  | Degeneriaceae   |
|  |                 |
|  | Himantandraceae |
|  |                 |

|  | Eupomatiaceae |
|  |               |
|  | Annonaceae    |
|  |               |

|  | Degeneriaceae   |
|  |                 |
|  | Himantandraceae |
|  |                 |

|  | Eupomatiaceae |
|  |               |
|  | Annonaceae    |
|  |               |

|  | Degeneriaceae   |
|  |                 |
|  | Himantandraceae |
|  |                 |

|  | Eupomatiaceae |
|  |               |
|  | Annonaceae    |
|  |               |

|  | Degeneriaceae   |
|  |                 |
|  | Himantandraceae |
|  |                 |

|  | Eupomatiaceae |
|  |               |
|  | Annonaceae    |
|  |               |

|  | Degeneriaceae   |
|  |                 |
|  | Himantandraceae |
|  |                 |

|  | Eupomatiaceae |
|  |               |
|  | Annonaceae    |
|  |               |

A família inclui apenas o género Galbulimima F.M.Bailey (que inclui o seu sinónimo taxonómico Himantandra F.Muell. ex Diels). A estrutura taxonómica é a seguintes:
- Galbulimima F.M. Bailey, 1894 — espécie tipo: G. baccata F.M. Bailey, 1894 (sin.: Himantandra F. Muell., 1887; Himantandra F. Muell. ex Diels, 1912). Espécie tipo: Eupomatia belgraveana F. Muell., 1887. O número de espécies deste género não está bem definido, considerando alguns autores uma única espécie (Galbulimima belgraveana (F. Muell., 1887) Sprague, 1922), mas usualmente são mencionadas estas duas:
  - Galbulimima belgraveana (F. Muell., 1887) Sprague, 1922 (= ? Himantandra nitida Baker f. & Norman, 1923; ? Himantandra parvifolia Baker f. & Norman, 1923) — nativa da Papua Nova Guiné, Molucas, Celebes, Nova Bretanha e Austrália oriental. Um dos nomes comuns locais mais conhecidos é agara.
  - Galbulimima baccata [F.M.Bailey]] —